# 弗赖堡 (巴西)
弗赖堡是巴西圣卡塔琳娜州的一个市镇。总面积546.249平方公里，总人口34889人，人口密度63.9人/平方公里。